# Hailé Mariam Cahsai
Hailé Mariam Cahsai, né le 15 avril 1895, à Monoxoito, et mort le 24 novembre 1970, est un prélat de l'Église catholique éthiopienne.

## Biographie
Hailé Mariam Cahsai est né le 15 avril 1895, à Monoxoito, dans l'Empire d'Éthiopie.
Il est ordonné prêtre, le 30 août 1925.
Il est nommé exarque apostolique d'Addis-Abeba, en Éthiopie, le 24 février 1951, et reçoit le même jour, en cette qualité, le siège titulaire de Sozusa-en-Libye (de).
Il est consacré par le cardinal Eugène Tisserant, alors secrétaire de la Congrégation pour les Églises orientales, le 1er mai 1951 avec comme co-consécrateurs Valerio Valeri et Pietro Villa.
Il est nommé éparque d'Adigrat, en Éthiopie, le 20 février 1961.
Il participe, en qualité de Père conciliaire, à la deuxième (1963), la troisième (1964) et la quatrième (1965) session du IIe concile œcuménique du Vatican.
Il meurt le 24 novembre 1970, à l'âge de 75 ans.

## Succession apostolique
Hailé Mariam Cahsai a ordonné les évêques suivants :
- Archevêque Asrate Mariam Yemmeru (1958)